# El cielo dividido
El cielo dividido è un film del 2006 diretto da Julián Hernández.

## Trama
Due studenti, Gerardo e Jonas, sono innamorati. Una notte, in discoteca, Jonas conosce Bruno, un altro ragazzo, ed intraprende una storia con lui. Gerardo, frustrato della cosa, inizia ad avere storie con altri uomini. Nonostante tutto questo Gerardo e Jonas continuano a stare insieme e ad amarsi e vogliono continuare a farlo fino alla fine dei loro giorni.

## Premi e nomination
| Anno | Cerimonia                                        | Premio                       | Ricevente        | Risultato       |
| ---- | ------------------------------------------------ | ---------------------------- | ---------------- | --------------- |
| 2006 | Torino International Gay & Lesbian Film Festival | Speciale premio della giuria | Julián Hernández | Vincitore/trice |